# تناجر متوج أسود
تناجر متوج أسود (الاسم العلمي: Tangara heinei)، هو نوع من الطيور يتبع فصيلة التناجر ضمن رتبة العصفوريات.